# Elsmore
Elsmore és una població dels Estats Units a l'estat de Kansas. Segons el cens del 2006 tenia 68 habitants.

## Demografia
Segons el cens del 2000, Elsmore tenia 73 habitants, 35 habitatges, i 21 famílies. La densitat de població era de 187,9 habitants/km².
Dels 35 habitatges en un 11,4% hi vivien nens de menys de 18 anys, en un 45,7% hi vivien parelles casades, en un 2,9% dones solteres, i en un 40% no eren unitats familiars. En el 31,4% dels habitatges hi vivien persones soles el 14,3% de les quals corresponia a persones de 65 anys o més que vivien soles. El nombre mitjà de persones vivint en cada habitatge era de 2,09 i el nombre mitjà de persones que vivien en cada família era de 2,43.
Per edats la població es repartia de la següent manera: un 15,1% tenia menys de 18 anys, un 8,2% entre 18 i 24, un 23,3% entre 25 i 44, un 23,3% de 45 a 60 i un 30,1% 65 anys o més.
L'edat mediana era de 52 anys. Per cada 100 dones de 18 o més anys hi havia 138,5 homes.
La renda mediana per habitatge era de 29.375$ i la renda mediana per família de 33.750$. Els homes tenien una renda mediana de 30.417$ mentre que les dones 20.625$. La renda per capita de la població era de 20.600$. Entorn del 16,7% de les famílies i l'11,9% de la població estaven per davall del llindar de pobresa.

## Poblacions properes
El següent diagrama mostra les poblacions més properes.